# فهرست آتشفشان‌های کلمبیا

آتشفشان‌های مهم کلمبیا شامل نوادو دل روئیس، تولیما، پوراسه، هویلا، دونیا خوآنا و گالراس بر روی نقشه مشخص شده‌اند.

فهرست آتشفشان‌های کلمبیا و اطلاعات مربوط به آنها در جدول زیر آمده است:
| نام آتشفشان        | ارتفاع به متر | آخرین فوران             | نگاره |
| ------------------ | ------------- | ----------------------- | ----- |
| آسوفرال            | ۴۰۷۰          | ۹۳۰ پیش از میلاد        |       |
| پتاکاس             | ۴۰۵۴          | نامعلوم                 |       |
| پوراسه             | ۴۶۵۰          | ۱۹۷۷                    |       |
| دونیا خوآنا        | ۴۱۵۰          | ۱۹۰۶                    |       |
| رومرال             | ۳۸۵۸          | ۵۹۵۰ پیش از میلاد ± ۵۰۰ |       |
| سرو براوو          | ۴۰۰۰+         | ۱۷۲۰ ± ۱۵۰              |       |
| سرو ماچین          | ۲۶۵۰          | ۱۱۸۰ ± ۱۵۰              |       |
| سانتا ایسابل       | ۴۹۵۰          | ۸۵۰ سال پیش از میلاد    |       |
| سوتارا             | ۴۴۰۰          | نامشخص                  |       |
| سرو نگرو د مایاسکر | ۴۴۴۵          | ۱۹۳۶                    |       |
| کومبال             | ۴۷۶۴          | ۱۹۲۶                    |       |
| گالراس             | ۴۲۷۶          | ۲۰۱۰                    |       |
| نوادو دل هویلا     | ۵۳۶۵          | ۲۰۰۸                    |       |
| نوادو دل تولیما    | ۵۲۰۰+         | ۱۹۴۳                    |       |
| نوادو دل روئیس     | ۵۳۲۱          | ۱۹۹۱                    |       |